# Meglio Nate che niente
Meglio Nate che niente è un film del 2022 diretto da Tim Federle e tratto dal suo romanzo omonimo. 
Descritta come una storia di formazione che coinvolge il mondo dei musical teatrali e Broadway, la storia è incentrata sul protagonista Nate Foster, interpretato da Rueby Wood al suo primo ruolo cinematografico. Nel film recitano anche Lisa Kudrow, Aria Brooks e Joshua Bassett.
Il film è stato presentato in anteprima mondiale all'El Capitan Theatre di Hollywood il 15 marzo 2022 ed è stato distribuito negli Stati Uniti come film originale Disney+ il 1 aprile. Ha ricevuto recensioni generalmente positive dalla critica.

## Produzione

### Sviluppo e casting
Nel gennaio 2021, la Walt Disney Company ha organizzato un casting per un adattamento cinematografico del romanzo Meglio Nat che niente. Entro marzo dello stesso anno, è stato annunciato che il film aveva ricevuto ufficialmente il semaforo verde, con la produzione prevista per avere luogo a New York City. Il progetto è entrato in pre-produzione con il titolo provvisorio Pittsburgh. Tim Federle, autore della serie di romanzi su cui è basato il film, fungerà da sceneggiatore/regista. Marc Platt e Adam Siegel saranno i produttori, con Platt che co-produrrà il film sotto la sua Marc Platt Productions insieme alla Walt Disney Pictures.
Nel giugno 2021, Lisa Kudrow si è unita al cast nel ruolo della zia di Nate, Heidi. Vennero scelti anche i personaggi principali Nate e Libby, anche se non vennero resi noti i nomi degli attori scelti per quei ruoli. Nell'agosto dello stesso anno, Norbert Leo Butz si unì al cast in un ruolo di supporto.
Il 12 novembre 2021, è stato annunciato che Rueby Wood era stato scelto per interpretare il personaggio principale, Nate Foster. Inoltre, è stato rivelato che Joshua Bassett e Aria Brooks avrebbero interpretato il fratello maggiore di Nate, Anthony Foster, e Libby, un compagno di teatro che sgattaiola a New York con Nate.
Federle ha affermato che l'adattamento di un libro che ha scritto gli ha permesso di apportare diverse modifiche pur rimanendo fedele al materiale originale, come espandere i ruoli di Libby e Anthony. Poiché il film è una produzione Disney, ha scelto di cambiare le audizioni musicali di Nate da una versione di fantasia del film di fantascienza di Steven Spielberg del 1982 E.T. l'extraterrestre a una versione musicale di fantasia del film d'animazione Disney del 2002 Lilo & Stitch.

### Riprese
Le riprese sono cominciate a New York City nel giugno 2021. Alcune scene sono state filmate alla'Archbishop Stepinac High School a White Plains, New York quello stesso mese. Le riprese si sono svolte anche al New Amsterdam Theatre di New York City.

## Distribuzione
Meglio Nate che niente è stato presentato in anteprima mondiale al El Capitan Theatre il 15 marzo 2022 ed è stato distribuito esclusivamente su Disney+ il 1 aprile 2022.